# Кукљица
Кукљица је насељено место и седиште општине у Задарској жупанији, на крајњем југоистоку острва Угљана, Република Хрватска.

## Историја
До територијалне реорганизације у Хрватској налазила се у саставу бивше велике општине Задар.

## Становништво
На попису становништва 2011. године, општина, односно насељено место Кукљица је имала 714 становника.

## Попис1991.
На попису становништва 1991. године, насељено место Кукљица је имало 868 становника, следећег националног састава:
| Попис 1991.‍ | Попис 1991.‍ | Попис 1991.‍ | Попис 1991.‍ | Попис 1991.‍ |
| ----------- | ----------- | ----------- | ----------- | ----------- |
|             |             |             |             |             |
| Хрвати      | Хрвати      |             | 831         | 95,73%      |
| Албанци     | Албанци     |             | 11          | 1,26%       |
| Словенци    | Словенци    |             | 2           | 0,23%       |
| Срби        | Срби        |             | 2           | 0,23%       |
| Италијани   | Италијани   |             | 1           | 0,11%       |
| Југословени | Југословени |             | 1           | 0,11%       |
| Пољаци      | Пољаци      |             | 1           | 0,11%       |
| остали      | остали      |             | 1           | 0,11%       |
| непознато   | непознато   |             | 18          | 2,07%       |
| укупно: 868 |             |             |             |             |